# 教案
教案（きょうあん）とは、19世紀末以降の中国（清帝国）において、西洋から伝わったキリスト教（カトリック、プロテスタント、正教会）に対する排撃運動（仇教運動）を背景に発生した衝突事件である。統計によると1840年から1900年までの間に400件以上発生したという。
原因としては、
- 治外法権

19世紀末に宣教師が布教と滞在を認められるようになった。治外法権のもと、宣教師のみならず、中国人の信者も教会の庇護のもとに置かれた。文化・風俗の違いからキリスト教徒と非キリスト教徒の間では衝突が絶えず、不良信者が民衆を威圧するということもあった。地方政府は往々にして治外法権を恐れ、西洋人とのトラブルを公に処理しなかったので、教案が発生するようになった。
- 社会変動

清末は伝統社会が解体しつつある変動の時代であり、各地で秘密結社がおこった。これら秘密結社は教会・西洋人などを仇敵視した。
- 流言

当時、西洋人の病院では子供の目をくりぬいて薬の材料にしている等のデマが広がり、デマを信じた民衆が西洋人への反感を強めた。
- 守旧派の扇動

教会は纏足など悪習の打破を訴え、立憲・民主などの新しい思想を伝えたため、守旧派から仇敵視された。

などがあげられる。

## 有名な教案
- 青浦教案
- 西浦教案
- 貴陽教案
- 揚州教案
- 天津教案
- 蕪湖教案
- 古田教案
- 曹州教案
- 太原教案
- 義和団事件